# Exilisciurus whiteheadi
Exilisciurus whiteheadi is een zoogdier uit de familie van de eekhoorns (Sciuridae). De wetenschappelijke naam van de soort werd voor het eerst geldig gepubliceerd door Thomas in 1887.

## Voorkomen
De soort komt voor in Brunei, Maleisië en Indonesië.